# Église Saint-Martin de Maupertus-sur-Mer
L'église Saint-Martin de Maupertus-sur-Mer est un édifice catholique néogothique de la fin du XIXe siècle, qui se dresse sur le territoire de la commune française de Maupertus-sur-Mer, dans le département de la Manche, en région Normandie.

## Localisation
L'église Saint-Martin est située au centre de la commune de Maupertus-sur-Mer, dans le Val de Saire et le département français de la Manche.

## Historique
L'église est construite en 1870, en style néogothique pour remplacer l'ancienne église Saint-Martin dont il ne reste plus de trace, et qui s'élevait un peu plus loin, dans un clos qui s'appelle « le clos de l'église ». Elle fut élevée sur un terrain donné ainsi que la plus grande partie des fonds nécessaires à sa construction par Marie-Barbe de Longaunay (1794-1891), dame de Maupertus et épouse du marquis de Briges.
Pendant la Révolution française, le curé M. Jean-François Lecourt (1747-1819), s'était rétracté après avoir signé la constitution civile du clergé. Lors de la Terreur, « il se cachait tantôt dans un souterrain creusé dans le presbytère, tantôt dans le bois de Maupertus, ou dans le château de Digosville. Le maire, Charles Dorey, un modéré, le faisait prévenir lorsqu'une perquisition devait avoir lieu dans la commune (cf. Louis Drouet). »
Les ornements, conformément à la loi, devaient être remis au district de Cherbourg. C'est Charles Dorey qui en fut chargé et qui se fit donner un reçu par un agent de sa connaissance mais conserva les ornements et les cacha.
À la fin du XIXe siècle, soit que l'église était en mauvais état, ou désir du curé, Gustave-Eugène Philippe, d'en avoir une neuve, le 22 mars 1870 la première pierre de l'église est posée. Elle sera consacrée le 20 janvier 1886.

## Description

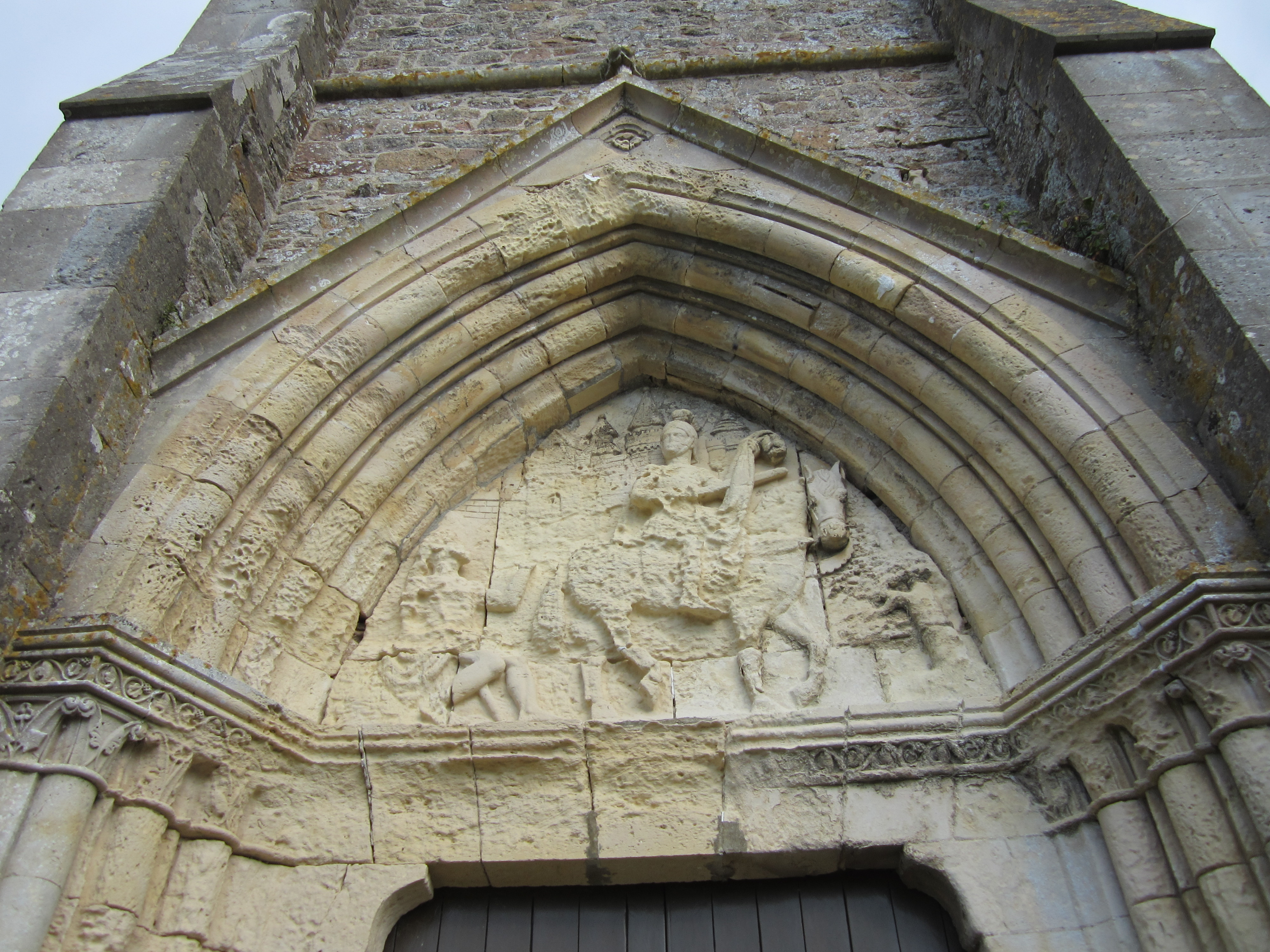

L'église arbore un plan classique : nef, transept, chœur et sacristie, avec un clocher au-dessus du petit vestibule qui précède la nef.
Le porche en pierre calcaire, très dégradé par l'érosion, est orné d'une Charité saint Martin. Saint Martin y est représenté en cavalier romain, le pauvre s'appuie sur des béquilles et est amputé du pied, le tout sur un fond paysager typique du Moyen Âge vu en néogothique,.
À l'intérieur est conservé un haut relief de la Charité saint Martin du début du XVIe siècle,, inscrit au titre objet aux monuments historiques.

### Ancienne église Saint-Martin
Le patronage de l'église avait été donné à la fin du XIIe siècle (vers 1180) par Hamon Le Bouteiller à l'abbaye de Longues dans le diocèse de Bayeux. Cette église, que Charles de Gerville en 1820 trouvait sans caractéristiques architecturales, comprenait une nef, un chœur et deux chapelles, dédiées à la Sainte Vierge et à saint Sébastien, construites en 1752, et un clocher en bâtière dont un rapport daté de 1759 précise qu'« il n'y a que six ans qu'il a été bâti ».

## Mobilier
L'église abrite de nombreux objets inscrits au monuments historiques, qui proviennent pour certains de l'ancienne église.
Les fonts baptismaux de la fin du XVIIIe siècle,, avec à côté un chandelier pascal, octogonal, en fonte peinte du XIXe siècle. Ce dernier porte sur ses faces une coquille et les lettres du mot baptême,. La chaire à prêcher, commandée pour l'ancienne église (vers 1852-1870). Son abat-voix est orné d'une colombe dans une gloire et couronné par six volutes et d'un globe surmonté d'une croix. Un grand christ en croix, du XVIIIe siècle provenant de la perque de l'ancienne église. Quant à l'autel en bois de chêne et de sapin du début du XIXe siècle il a été placé dans la chapelle ouest. Le tombeau de l'autel est orné de motifs représentant les trois évangélistes, Marc, Luc et Mathieu et Jean qui figure sur la porte du tabernacle.
Dans le chœur, l'autel est encadré par la statue de sainte Barbe et celle de saint Sébastien, datées du XIXe siècle que complète une Vierge à l'Enfant sur piédestal du XXe siècle.
La cloche fut bénite en 1878.